# Sikopetra
Sikopetra (gr. Συκόπετρα) – wieś w Republice Cypryjskiej, w dystrykcie Limassol. W 2011 roku liczyła 120 mieszkańców.